# Dłużniów
Dłużniów – wieś w Polsce położona w województwie lubelskim, w powiecie hrubieszowskim, w gminie Dołhobyczów. Leży na obszarze Grzędy Sokalskiej na Wyżynie Wołyńskiej, w obniżeniu lewobrzeżnego dopływu rzeki Warężanki, w południowo-wschodniej części województwa lubelskiego.
W latach 1975–1998 miejscowość administracyjnie należała do województwa zamojskiego. 
Wieś jest sołectwem w gminie Dołhobyczów.  Według Narodowego Spisu Powszechnego (III 2011 r.) liczyła 58 mieszkańców i była 28. co do wielkości miejscowością gminy.
Wierni Kościoła rzymskokatolickiego należą do parafii św. Michała Archanioła w Żniatynie. W miejscowości znajduje się zabytkowa dawna cerkiew greckokatolicka Podniesienia Krzyża Świętego.

## Historia
Wieś wzmiankowana w 1423, kiedy to jej właścicielem był Mikołaj Łaźniewski i który później przyjął nazwisko Dłużniewski. W rękach Dłużniewskich pozostawała do drugiej połowy XVI wieku. W latach 1693–1698 właścicielem Dłużniowa był Adam Bełżecki, stolnik bełski. Przed 1817 była już w posiadaniu Ludwika Ścibora-Rylskiego i w rodzinie tej pozostała do przełomu XIX i XX wieku.
Od końca XIX wieku do około 1904 właścicielem dóbr tabularnych był Eustachy Rylski. Około 1905 właścicielką była Izabela Rylska.
W latach 1945–47 większość mieszkańców wsi wysiedlono.

## Zabytki
- Drewniana cerkiew greckokatolicka Podniesienia Krzyża Świętego z 1882, obecnie pełni rolę filialnego kościoła rzymskokatolickiego parafii w Żniatynie. Jest to jedna z największych i najwyższych cerkwi drewnianych w Polsce.

- Cmentarz rzymskokatolicki, dawniej greckokatolicki, założony prawdopodobnie w pierwszej połowie XIX wieku, z licznymi krzyżami z ośrodka kamieniarskiego w Bruśnie.

## Turystyka
- Zabytkowa cerkiew jest obiektem Transgranicznego szlaku turystycznego Bełżec - Bełz[15].

## Galeria

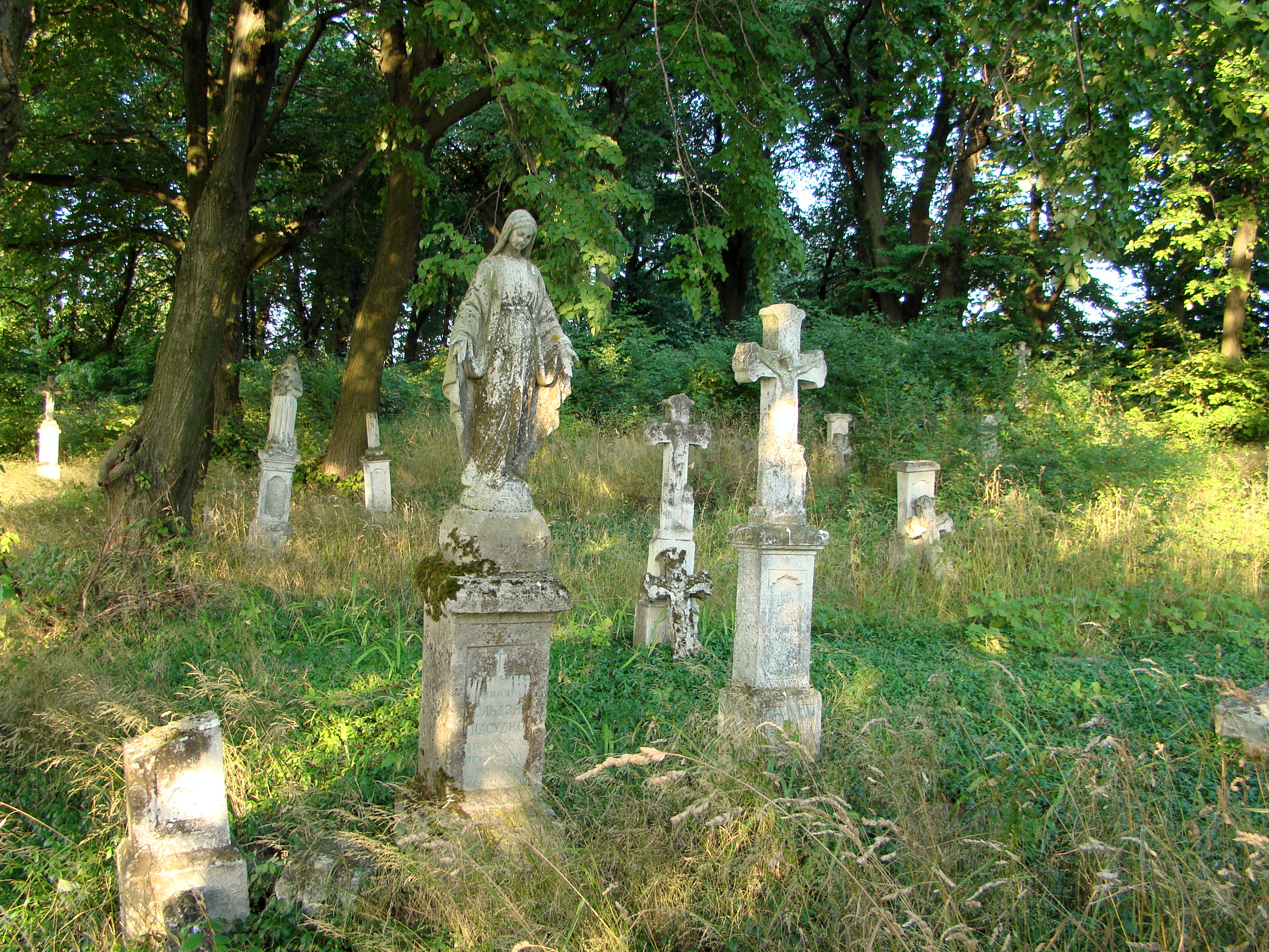
Cmentarz w Dłużniowie
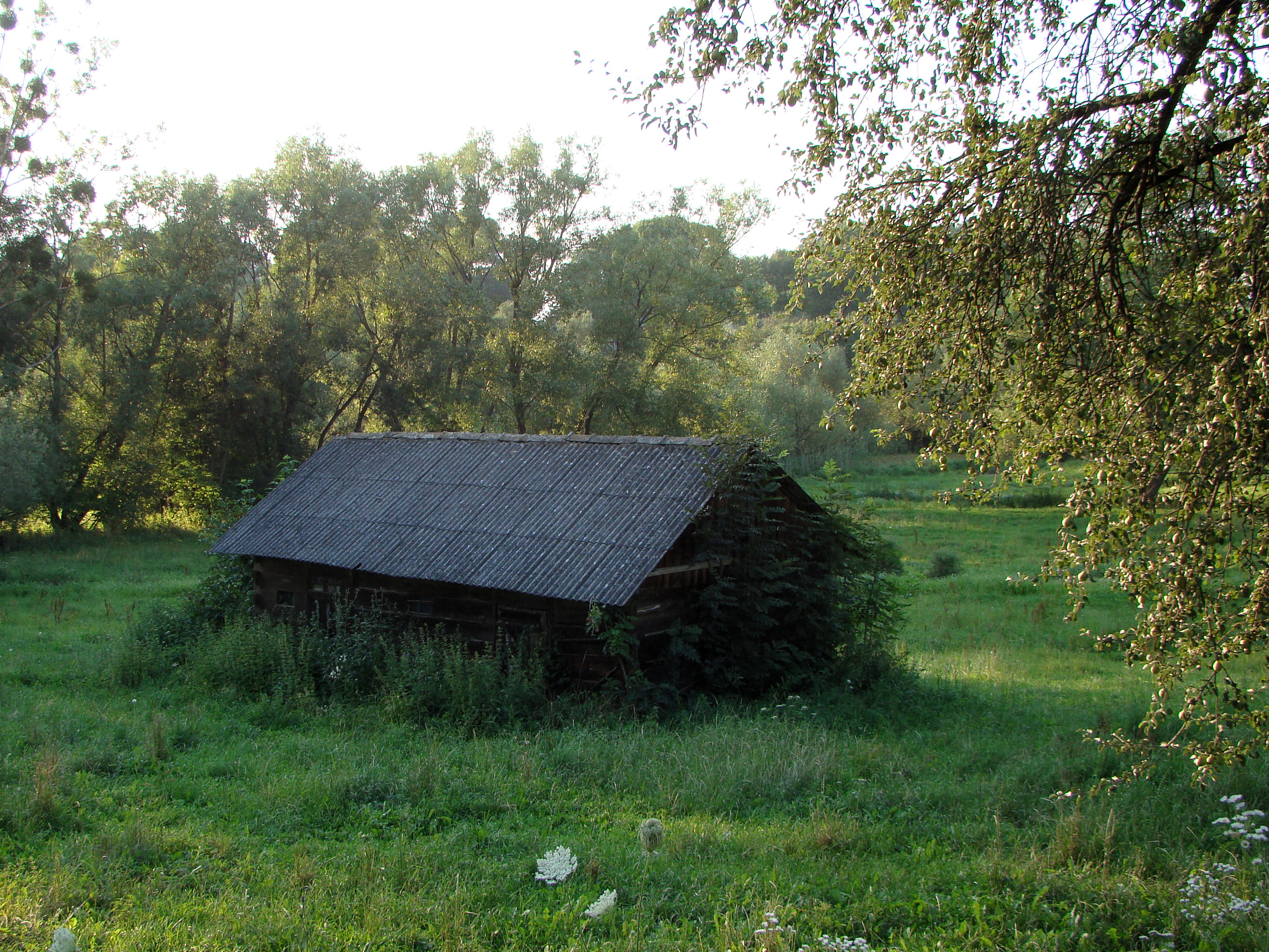
Stara chałupa